# Karina Gauvin
Karina Gauvin är en internationellt erkänd kanadensisk sopran.
Karina Gauvin studerade med Marie Daveluy vid Conservatoire de musique du Québec i Montréal. Hon vann första pris vid CBC Radio National Competition, och såväl Liederpriset  som the Public's Prize vid Hertogenbosch International Vocal Competition i Nederländerna. Hon är även mottagare av Virginia-Parker Prize som delas ut av Canada Council samt Maggie Teyte Memorial-priset i London.
Hon är en mycket anlitad sopran, och har givit ut flera skivor under åren, och särskilt berömd för sina tolkningar av barockmusikaliska verk.